# Nguyễn Đình Bắc
Nguyễn Đình Bắc (ur. 19 sierpnia 2004 w Vinh) – wietnamski piłkarz grający na pozycji napastnika lub skrzydłowego w klubie Quang Nam FC oraz reprezentacji Wietnamu.

## Kariera
Karierę juniorską zaczynał w Song Lam Nghe An FC – klubu z prowincji Nghệ An, z której pochodzi. W 2019 został piłkarzem drugoligowego Quang Nam FC. W 2022 został włączony do pierwszej drużyny. Rok później zespół awansował do V.League 1. Został nagrodzony tytułem piłkarza sezonu. 2 grudnia 2023 zdobył swoją pierwszą bramkę w V.League 1 przeciwko swojemu lokalnemu klubowi Song Lam Nghe An FC.
Występuje w młodzieżowych kadrach U-20 i U-23. W dorosłej reprezentacji Wietnamu zadebiutował 10 października 2023 w towarzyskim meczu z Chinami. Pierwszą bramkę zdobył 16 listopada 2023 w starciu z Filipinami w ramach eliminacji do MŚ 2026. Znalazł się w kadrze na Puchar Azji 2023. Strzelił tam bramkę w meczu z Japonią.